# アレクサンダー・ヒスロップ
アレクサンダー・ヒスロップ(Alexander Hislop, 1807年、バーウィックシャー州ダンス生まれ、1865年3月13日、アーブロースにて没)はスコットランド自由教会（Free Church of Scotland）の教役者。ローマ・カトリック教会に対する遠慮の無い批判で悪評を買った。

## 概略
石工の職を持つスコットランド連合長老教会（en:United Presbyterian Church of Scotland）の長老スティーブン・ヒスロップ(1837年没)の息子だった。アレクサンダーの兄弟には、父と同じ名をつけられたスティーブン・ヒスロップ(1817年生-1863年没)がいる。
アレクサンダーはハイランドのウィック地区の教師だった。1831年、彼はジェーン・ピアソンと結婚した。彼はスコティッシュ・ガーディアン紙の編集者になった。 彼は修練者として1843年の分裂（en:Disruption of 1843）の際にスコットランド自由教会に加入した。1844年にはアーブロースの東部自由教会で叙階された。1864年、そこで年長の教役者となった。約2年にわたる闘病生活の翌年、中風の発作で亡くなった。
彼はその生涯において、インドへの布教によって、また自然主義者としてよく知られるようになった。彼はフリーメイソンであったと、信じられている。実際、彼が長く住んでいたスコットランドはフリーメイソンリーの教義の影響の強い地である。後述の、時代背景も出典も全く異なる「セミラミスとニムロドとタンムーズ」を結びつけたのは、フリーメイソンリー独自の創作神話であると考えられる。もちろん「セミラミスがニムロドと結婚してタンムーズを産んだ」などという、荒唐無稽な「バビロニア神話」は存在しない。
彼には数冊の著作がある。その中で最も有名なのは『ふたつのバビロン 教皇崇拝はニムロデ夫妻崇拝である』（The Two Babylons: Papal worship Revealed to be the worship of Nimrod and His wife）である。 

## 二つのバビロン
この本は初めに、1853年にパンフレットとして発行された。そしてかなりの改訂と増補が加えられ、1858年に書籍として刊行された。ヒスロップの作品は、雑多な「鮮やかな想像力と一緒になった中東の遺物の大雑把な知識」であるところの陰謀論プロパガンダとして記述される。
彼はローマ・カトリック教会がバビロンの密儀宗教カルト、異教だったと主張した。それに対しプロテスタントは真実のイエス、真の神を崇拝しているとした。彼はローマ・カトリックの宗教上の実践がコンスタンティヌス帝の治世において本来のキリスト教に継ぎ合わされた異教の慣習であると断言した。ここにおいて、彼はローマの国教と母子（の神々）への礼拝がキリスト教に持ち込まれ、キリスト教の人物が、異教の神話と混ぜ合わされたと称した。女神とは名付け直されたマリアであり、イエスは改名されたユーピテル・プエルあるいは「少年のユーピテル」であった。
ヒスロップの説はローマでウェヌス、フォルトゥーナと呼ばれた女神は、ブロンドの髪と青い瞳を持つ女性セミラミスを原型とするイシュタルを崇める、さらに古代のバビロニアのカルトのローマ名であるというものだった。
ヒスロップによるとセミラミスは極めて美しい女性であり、タンムーズという息子を授かった。彼女はそれを女王の地位に利用した。彼女はバビロンとその宗教を興したニムロドの妻であった。彼女は偽りの処女懐胎を完成させた。これはサタンからの促しよりイエスの誕生の先触れと呼ばれた。のちにニムロドが殺害されると、彼の子を身ごもっていたセミラミスはその子を生まれ変わったニムロドと主張した。
ヒスロップの主張では、そのカルトとセミラミス崇拝は国際的に広まり、彼女の名前は文化ごとに取り替えられた。エジプトではイシスであり、ギリシャ、ローマではウェヌス、ディアーナ、アテーナーそして他の名前の持ち主であったが、常に祈りの対象であり、バビロニアの密儀宗教を基にした信仰の中心であった。
ヒスロップによると、コンスタンティヌスがキリスト教に改宗した時、異教を存続させ、政治的利点のため、サタンの誘導のもと、二つの宗教を混ぜるべく神々と女神たちとをキリスト教的な名前に改名した。

## 参照
1. ↑  Bill Ellis Raising the Devil, p. 135, University Press of Kentucky 2000